# 쥬라기 헌트
《쥬라기 헌트》(영어: Jurassic Hunt)는 2021년에 만들어진 미국 영화이다.

## 등장인물

### 주연
- 안투온 토버트: 블랙호크 역
- 루벤 플라: 토레스 역
- 조스턴 테니: 린든 역

### 조연
- 코트니 로긴스: 파커 역
- 타르칸 도스필: 발렌틴 역
- 댄 싱클레어: 트램프 역